# Мухин, Михаил Владимирович
Михаи́л Влади́мирович Му́хин (1897—1973) — советский челюстно-лицевой хирург, доктор медицинских наук, профессор.

## Биография
Родился в селе Змеевка Оханского уезда Пермской губернии (ныне — Частинский район Пермского края).
В 1918 году окончил Пермскую духовную семинарию.
В 1925 году окончил медицинский факультет Пермского государственного университета. С 1925 по 1927 год был ассистентом кафедры физиологии животных и человека.
С 1927 по 1928 год работал врачом районной больницы города Оханск.
С 1928 по 1932 год трудился ординатором клиники госпитальной хирургии города Пермь.
С 1932 по 1936 год — заведующий хирургическим отделением, главный врач районной больницы в городе Кушва Свердловской области.
С 1938 работает заместителем директора института травматологии и ортопедии, где окончил аспирантуру.
С 1939 по 1940 год был мобилизован в эвакогоспиталь в Ленинграде, где проходил специализацию по челюстно-лицевой хирургии.
В 1943 году Михаил Владимирович организовал на базе больницы для лечения инвалидов войны первое на Урале челюстно-лицевое отделение, которое впоследствии стало клиникой. Мухин М.В заведовал этой клиникой до 1949 года. Награжден медалью «За трудовую доблесть» (17.09.1943).
С 1946 по 1949 год — заведующий клиникой восстановительной хирургии Свердловского НИИ восстановительной хирургии и ортопедии.
С 1949 по 1953 год заместитель директора по научной работе.
С 1953 года по 1969 год являлся начальником кафедры челюстно-лицевой хирургии и стоматологии Военно-медицинской академии имени С. М. Кирова в Ленинграде.
С 1955 года главный стоматолог Советской Армии и Военно-морского флота, почетным членом Всесоюзного, Всероссийского, Ленинградского обществ стоматологов, хирургического общества имени Н. И. Пирогова.
Умер в 1973 году, похоронен на Богословском кладбище г. Санкт-Петербурга.

## Научная деятельность
В 1940 году защитил кандидатскую диссертацию на тему «Судьба суставных поверхностей при обнаружении одной из них от суставного хряща». Работы М. В. Мухина по ранней пластике лица после травмы были обобщены в 1944 г. в докторской диссертации «Ранние пластические операции при дефектах мягких тканей лица после огнестрельных ранений».
Автор более 150 научных работ, в том числе нескольких монографий, соавтор 2 учебников. Под его руководством защищено 11 докторских и 26 кандидатских диссертаций. Основным вопросом изучения М. В. Мухина является ранняя диагностика и разработка методов лечения злокачественных опухолей челюстно-лицевой области.
В 1969 году М. В. Мухин и Н. М. Александрова дискутировали на предложенную А. И. Пачесом классификацию опухолей челюстно-лицевой области, в процессе обсуждения и высказав ряд замечаний и предложений по классификации, они в целом поддержали работу А. И. Пачеса, предложили составить единую классификацию на основе её всестороннего широкого обсуждения.
М. В. Мухиным велись разработки по актуальным проблемам: возможность применения ауто- и гомотрансплантатов при лечении больных с дефектами нижней челюсти на различных фазах течения раневого процесса, остеосинтез при переломах челюстей, применение эндотрахеального наркоза при операциях на лице и челюстях, комбинированные радиационные поражения челюстно-лицевой области.

Могила Мухина на Богословском кладбище Санкт-Петербурга.

## Основные работы
- Лечение ожогов головы, лица, шеи и их последствий (1961);
- Послеоперационный период у челюстно-лицевых больных (1969);
- Руководство для медицинских сестер, работающих в стоматологических лечебных учреждениях (1971);
- Руководство для медицинских сестер стоматологических учреждений (1974);
- Профилактика и ранняя диагностика рака челюстно-лицевой области (1975).